# Marina Nikolajewna Pestowa
Marina Nikolajewna Pestowa, verh. Akbarowa (russisch Марина Николаевна Пестова (Акбарова); * 20. Dezember 1964 in Swerdlowsk) ist eine ehemalige russische Eiskunstläuferin, die im Paarlauf für die Sowjetunion startete.
Pestowas Eiskunstlaufpartner war Stanislaw Leonowitsch. Trainiert wurde das Paar von Stanislaw Schuk und Igor Ksenofontow.
Pestowa und Leonowitsch wurden in den Jahren 1980, 1982 und 1983 sowjetische Meister im Paarlauf. Ihr Debüt bei Welt- und Europameisterschaften bestritten sie 1978 mit dem jeweils siebten Platz. 1980 errangen sie ihre ersten Medaillen. Sowohl bei der Europameisterschaft in Göteborg wie auch bei der Weltmeisterschaft in Dortmund gewannen sie die Bronzemedaille. Ihre einzigen Olympischen Spiele beendeten sie 1980 in Lake Placid auf dem vierten Platz. Das erfolgreichste Jahre des Paares war 1982. Erst wurden sie in Lyon Vize-Europameister und dann in Kopenhagen auch Vize-Weltmeister, beide Male hinter Sabine Baeß und Tassilo Thierbach aus der DDR. Ihren letzten internationalen Auftritt hatten Pestowa und Leonowitsch bei der Weltmeisterschaft 1983. Dort belegten sie den sechsten Platz. Daraufhin beendeten sie ihre Karriere.
Marina Pestowa heiratete den Paarläufer Marat Akbarow und hat eine Tochter mit ihm.

## Ergebnisse

### Paarlauf
(mit Stanislaw Leonowitsch)
| Wettbewerb / Jahr           | 1978 | 1979 | 1980 | 1981 | 1982 | 1983 |
| --------------------------- | ---- | ---- | ---- | ---- | ---- | ---- |
| Olympische Winterspiele     |      |      | 4.   |      |      |      |
| Weltmeisterschaften         | 7.   | 5.   | 3.   |      | 2.   | 6.   |
| Europameisterschaften       | 7.   | 4.   | 3.   |      | 2.   |      |
| Sowjetische Meisterschaften | 2.   | 2.   | 1.   | 4.   | 1.   | 1.   |